# آئروویاس داپ
آئروویاس داپ (به انگلیسی: Aerovías DAP) یک شرکت هواپیمایی با کد یاتا V5 است که در تاریخ ۱۹۷۹ میلادی تأسیس شده است. دفتر مرکزی آئروویاس داپ در پونتا آرناس واقع شده‌است و قطب این شرکت هواپیمایی در فرودگاه بین‌المللی پرزیدانت کارلوس ایبانیز دل کامپو قرار دارد و به ۵ مقصد، پرواز مستقیم انجام می‌دهد.